# Secret Défense (XIII)
Pour les articles homonymes, voir Secret défense (homonymie).
Secret Défense est le quatorzième album de la saga de bande-dessinée XIII de William Vance et Jean Van Hamme. Sa sortie fut une surprise générale, L'Enquête — tome précédent — ayant été annoncé comme étant le dernier de la série.

## Résumé
Au cours du procès secret de XIII, Frank Giordino affirme, avec à l’appui une déposition de Sean Mullway, que XIII n’est pas Jason Fly mais en réalité Seamus O’Neil, un membre de l’IRA ami de Jason qui a rejoint la rébellion santosiste sous le nom de Kelly Brian après la mort accidentelle de Jason. Reconnu coupable de l’enlèvement et de l’assassinat du Président Wally Sheridan, XIII est condamné à l’enfermement à perpétuité dans un pénitencier secret, celui-là même où sont enfermés les autres membres de la conjuration des XX.
Mais durant son transfert, XIII est enlevé par Jessie, l’assassin des journalistes Warren Glass et Ron Finkelstein. Si elle travaille officiellement pour Giordano, elle obéit avant tout aux ordres de sa maitresse Irina Svetlanova. Après la mort de la Mangouste, cette dernière a créé Executor, une multinationale de tueurs à gages. Et si elle a enlevé XIII, c’est parce qu’elle ne veut pas laisser à quelqu’un d’autre la responsabilité de sa mort. Mais XIII n’est pas seul dans sa captivité car Jesse a également enlevé Danny Finkelstein, jeune journaliste et frère de Ron, qui a repris l’enquête des deux journalistes assassinés.
Irina se livre à une mise en scène macabre : elle laisse partir XIII et Danny, les ayant menottés ensemble, avant de lancer à leur poursuite Jessica Martin et trois de ses hommes. Après plusieurs péripéties, XIII parvient à tuer les hommes d’Irina, à se séparer de Danny et à emmener le jeune homme, blessé par balle, à l’hôpital. Il entreprend alors de se rendre à la frontière mexicaine, d’où il trouvera un moyen de rejoindre ses amis Jones et Carrington réfugiés dans la plantation Préseau à San Miguel. Mais XIII ignore que Jessica et les hommes de Giordino sont à ses trousses.